# Lommefilosofi
Lommefilosofi er en betegnelse for kortfattet filosofi, der er baseret på letkøbte betragtninger uden blivende værdi.